# Campeonato Paulista de Futebol de 1976
O Campeonato Paulista de Futebol de 1976 foi a 36.ª edição do campeonato organizado pela Federação Paulista de Futebol. Teve como campeão o Palmeiras. O jogo decisivo foi uma vitória sobre o XV de Piracicaba, que terminaria o torneio com o vice-campeonato.
Depois dessa conquista, o Palmeiras só voltaria a vencer o campeonato paulista em 1993.

## Regulamento
As dezoito equipes foram divididas em três grupos "tecnicamente equilibrados", apenas para efeito de classificação, já que todas jogariam contra todas no primeiro turno. Classificaram-se para o returno os quatro primeiros colocados de cada grupo, todos reunidos num grupo único para jogar entre si. A princípio, apenas os três primeiros colocados de cada grupo teriam direito à vaga, mas o número foi aumentado para quatro por grupo após reunião no dia seguinte. A decisão foi tomada devido à pressão de Romeu Italo Ripoli, presidente do XV de Piracicaba, que ameaçou tirar seu clube da disputa se fosse mantida a fórmula anterior.
O primeiro colocado do segundo turno ficaria com o título. O time com melhor campanha no primeiro turno (Guarani) ganhou um ponto extra no segundo. "Teremos 40% a menos de jogos, mas o sistema de disputa, tenho certeza, possibilitará excelente arrecadações tanto no turno inicial como, e principalmente, na fase decisiva", disse o superintendente da federação, Cláudio Castilho.
A nova fórmula permitiria que vários clubes menores seguissem na disputa do título, e a federação garantia que os clubes eliminados no primeiro turno fariam jogos preliminares no segundo, com direito a participação no borderô. "Ao limitarmos o número de jogos em dezessete [por clube], estamos eliminando 70% das partidas entre 'pequenos', que são altamente deficitárias", explicou José Ferreira Pinto Filho, vice-presidente da entidade.
Não houve rebaixamento, mas o Saad, clube convidado para as edições de 1974 e 1975, deixou nesse ano de disputar a Divisão Especial e voltou para a Primeira Divisão (segundo nível do futebol do estado), sob protesto. A decisão foi tomada por Alfredo Metidieri, presidente da FPF que havia sido eleito em janeiro: "Esta presidência houve por bem não usar o mesmo critério [convite] adotado nos outros anos, inclusive devido à falta de datas em função dos jogos da seleção brasileira."

## Primeiro turno
Cinco times chegaram à última rodada com chances de brigar pelo título do turno e consequente ponto extra: Guarani (24 pontos), São Paulo (23 pontos e nove vitórias), Palmeiras (23 pontos e oito vitórias), Ponte Preta (22 pontos e dez vitórias) e Corinthians (22 pontos e nove vitórias). O Guarani do técnico Diede Lameiro venceu o São Bento por 3 a 0 e não deixou chance para os demais. A torcida bugrina fez uma grande festa pelo título do turno, interditando a Praça do Rosário, a principal da cidade.
A grande surpresa foi a eliminação do Santos. O clube chegou à última rodada dividindo o quarto lugar do Grupo C com o Noroeste — ambos tinham dezesseis pontos, e os santistas tinham uma vitória a mais —, porém o empate sem gols com a já classificada Ferroviária na Vila Belmiro, na última rodada, fez com que ele dependesse de a Portuguesa Santista arrancar pelo menos um ponto do time de Bauru, no dia seguinte. Mas, mesmo jogando no Estádio Ulrico Mursa, o Noroeste venceu por 2 a 0, com dois gols de Picolé, e ficou com a última vaga do grupo.
| Grupo A |                     |    |    |    |   |    |    |    |     |
| Pos.    | Time                | PG | J  | V  | E | D  | GP | GC | SG  |
| 1       | São Paulo           | 23 | 17 | 9  | 5 | 3  | 24 | 10 | 14  |
| 2       | Portuguesa          | 20 | 17 | 9  | 2 | 6  | 28 | 21 | 7   |
| 3       | XV de Piracicaba    | 15 | 17 | 3  | 9 | 5  | 15 | 17 | -2  |
| 4       | São Bento           | 14 | 17 | 6  | 2 | 9  | 10 | 19 | -9  |
| 5       | Comercial           | 14 | 17 | 4  | 6 | 7  | 13 | 17 | -4  |
| 6       | Paulista            | 10 | 17 | 2  | 6 | 9  | 7  | 18 | -11 |
| Grupo B |                     |    |    |    |   |    |    |    |     |
| Pos.    | Time                | PG | J  | V  | E | D  | GP | GC | SG  |
| 1       | Guarani             | 26 | 17 | 10 | 6 | 1  | 30 | 12 | 18  |
| 2       | Corinthians         | 24 | 17 | 10 | 4 | 3  | 29 | 9  | 20  |
| 3       | Ferroviária         | 17 | 17 | 6  | 5 | 6  | 21 | 15 | 6   |
| 4       | Botafogo            | 13 | 17 | 4  | 5 | 8  | 21 | 21 | 0   |
| 5       | Juventus            | 13 | 17 | 4  | 5 | 8  | 21 | 21 | 0   |
| 6       | Marília             | 5  | 17 | 0  | 5 | 12 | 9  | 31 | -22 |
| Grupo C |                     |    |    |    |   |    |    |    |     |
| Pos.    | Time                | PG | J  | V  | E | D  | GP | GC | SG  |
| 1       | Palmeiras           | 25 | 17 | 9  | 7 | 1  | 24 | 12 | 12  |
| 2       | Ponte Preta         | 22 | 17 | 10 | 2 | 5  | 20 | 10 | 10  |
| 3       | América             | 21 | 17 | 8  | 5 | 4  | 20 | 18 | 2   |
| 4       | Noroeste            | 18 | 17 | 6  | 6 | 5  | 17 | 14 | 3   |
| 5       | Santos              | 17 | 17 | 6  | 5 | 6  | 15 | 16 | -1  |
| 6       | Portuguesa Santista | 9  | 17 | 2  | 5 | 10 | 9  | 41 | -32 |

## Segundo turno

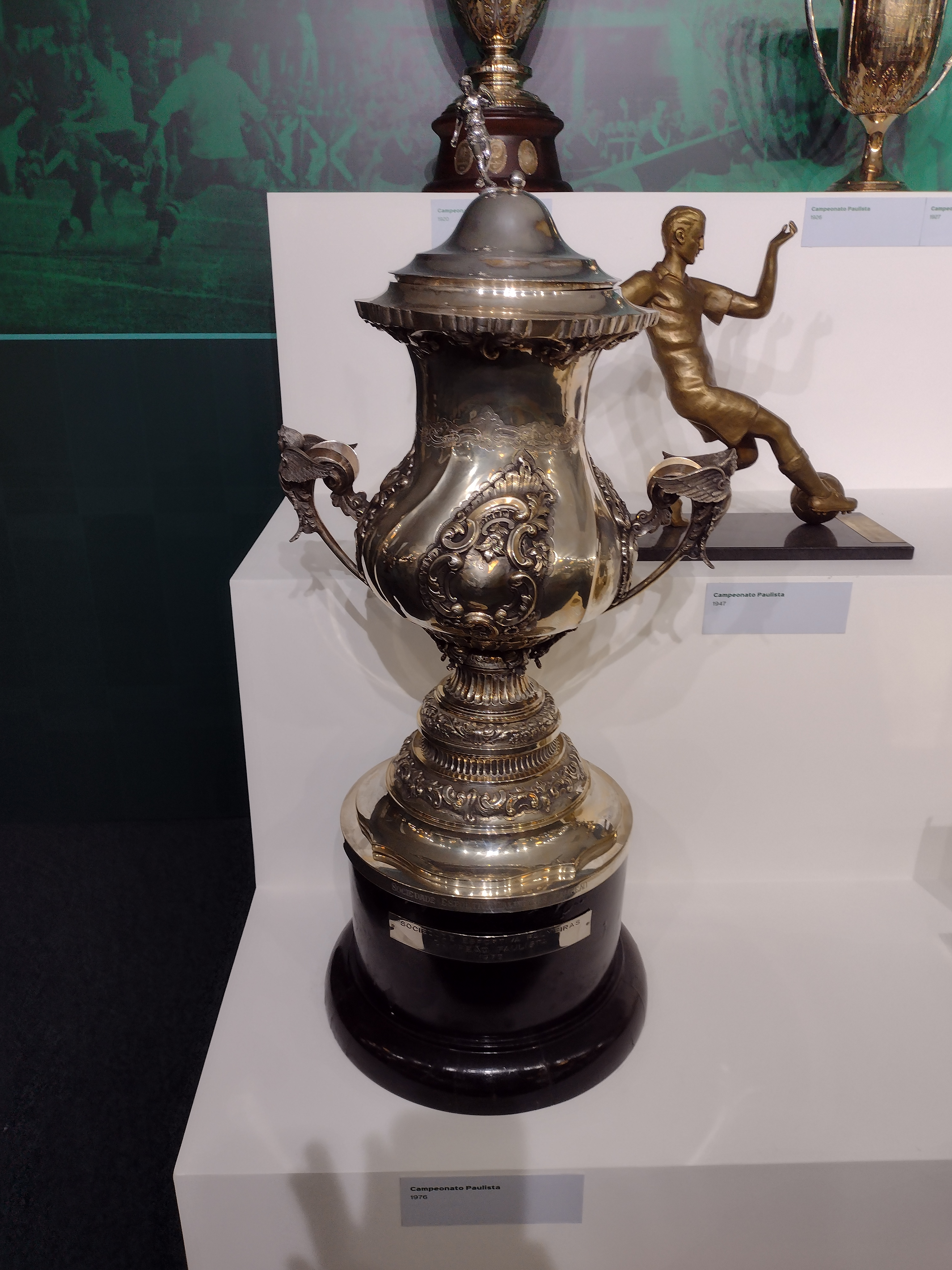
Troféu do Campeonato Paulista de Futebol de 1976

Em seu antepenúltimo jogo, o Palmeiras, com treze pontos, teve confronto direto com o São Paulo, que tinha quatro pontos a menos e só poderia igualar o adversário se vencesse o clássico e seu último jogo, além de o Palmeiras não pontuar mais. A vitória palmeirense por 1 a 0 fez o clube chegar aos quinze pontos, pôs fim às pretensões de bicampeonato do Tricolor e ainda eliminou o Guarani, que só poderia chegar a catorze pontos.
Na penúltima rodada, apenas Palmeiras, XV de Piracicaba e América ainda estavam na disputa. A tabela previa o jogo entre Palmeiras e XV no Palestra Itália, enquanto o América recebia, em Rio Preto, a já eliminada Ponte Preta. Um simples empate garantiria o título ao Palmeiras, enquanto os dois clubes do interior precisavam vencer seus dois últimos jogos e torcer para o Alviverde não pontuar mais. O Palmeiras acabou por vencer por 1 a 0 o XV de Piracicaba, sagrando-se campeão paulista com uma rodada de antecipação. Foi a última conquista de Ademir da Guia e o último título antes do jejum de quase dezessete anos sem títulos, o maior já vivido pelo clube.
| Grupo A |                  |    |    |   |   |   |    |    |    |
| Pos.    | Time             | PG | J  | V | E | D | GP | GC | SG |
| 1       | Palmeiras        | 19 | 11 | 8 | 3 | 0 | 15 | 6  | 9  |
| 2       | XV de Piracicaba | 14 | 11 | 5 | 4 | 2 | 11 | 8  | 3  |
| 3       | Guarani          | 13 | 11 | 2 | 8 | 1 | 9  | 8  | 1  |
| 4       | Botafogo         | 12 | 11 | 4 | 4 | 3 | 12 | 9  | 3  |
| 5       | América          | 12 | 11 | 3 | 6 | 2 | 8  | 6  | 2  |
| 6       | Ponte Preta      | 11 | 11 | 4 | 3 | 4 | 10 | 7  | 3  |
| 7       | São Paulo        | 11 | 11 | 3 | 5 | 3 | 15 | 8  | 7  |
| 8       | Portuguesa       | 11 | 11 | 3 | 5 | 3 | 10 | 12 | -2 |
| 9       | Noroeste         | 9  | 11 | 3 | 3 | 5 | 8  | 13 | -5 |
| 10      | São Bento        | 9  | 11 | 3 | 3 | 5 | 7  | 12 | -5 |
| 11      | Corinthians      | 7  | 11 | 3 | 1 | 7 | 6  | 13 | -7 |
| 12      | Ferroviária      | 5  | 11 | 2 | 1 | 8 | 7  | 16 | -9 |

## Jogo do Campeão
- 06/03 - Palmeiras 3 X 1 Ferroviária
- 11/03 - Ponte Preta 3 X 0 Palmeiras
- 14/03 - Noroeste 0 X 0 Palmeiras
- 21/03 - Portuguesa Santista 1 X 2 Palmeiras
- 28/03 - América 1 X 4 Palmeiras
- 04/04 - Palmeiras 1 X 1 Santos
- 11/04 - Palmeiras 1 X 0 São Bento
- 18/04 - Palmeiras 1 X 0 Juventus
- 21/04 - Comercial 1 X 1 Palmeiras
- 25/04 - Paulista 0 X 0 Palmeiras
- 02/05 - XV de Piracicaba 1 X 1 Palmeiras
- 09/05 - Palmeiras 2 X 2 Guarani
- 16/05 - Palmeiras 4 X 0 Botafogo
- 13/06 - Palmeiras 1 X 0 Portuguesa
- 20/06 - Palmeiras 1 X 1 Corinthians
- 27/06 - Palmeiras 1 X 0 Marília
- 04/07 - Palmeiras 1 X 0 São Paulo
- 11/07 - Palmeiras 3 X 2 América
- 14/07 - Ferroviária 1 X 2 Palmeiras
- 18/07 - São Bento 0 X 2 Palmeiras
- 21/07 - Palmeiras 1 X 0 Ponte Preta
- 25/07 - Botafogo 0 X 0 Palmeiras
- 01/08 - Palmeiras 0 X 0 Portuguesa
- 04/08 - Palmeiras 1 X 0 Noroeste
- 08/08 - Guarani 2 X 2 Palmeiras
- 15/08 - São Paulo 0 X 1 Palmeiras
- 18/08 - Palmeiras 1 X 0 XV de Piracicaba
- 22/08 - Corinthianss 1 X 2 Palmeiras

## Jogo decisivo
| 18 de agosto de 1976 | Palmeiras                 | 1 – 0         | XV de Piracicaba | Parque Antártica, São Paulo, SP                                  |
| 21 horas             | Jorge Mendonça 39' do 1.º | Ficha técnica |                  | Público: 35 533 Renda: Cr$ 777 913 Árbitro: Romualdo Arppi Filho |

Palmeiras — Leão; Valdir, Samuel, Arouca e Ricardo; Pires, Ademir da Guia e Jorge Mendonça; Edu Bala, Toninho e Nei. Técnico: Dudu.
XV de Piracicaba — Donah; Volmil, Fernando, Eloy e Almeida; Muri e Vágner; Pitanga, Nardela (Capitão), Benê (Paulinho) e João Paulo. Técnico: Dema.

## Premiação
| Campeão Paulista de 1976 |
| ------------------------ |
| PALMEIRAS (18º título)   |